# Noria de Cañas
Noria de Cañas är en ort i Mexiko.   Den ligger i kommunen Salinas och delstaten San Luis Potosí, i den centrala delen av landet, 400 km nordväst om huvudstaden Mexico City. Noria de Cañas ligger 2 092 meter över havet och antalet invånare är 476.
Terrängen runt Noria de Cañas är en högslätt. Runt Noria de Cañas är det ganska glesbefolkat, med 45 invånare per kvadratkilometer. Närmaste större samhälle är Villa González Ortega, 11,9 km väster om Noria de Cañas. Omgivningarna runt Noria de Cañas är i huvudsak ett öppet busklandskap.